# Pesa dlya passazhira
Pesa dlya passazhira è un film del 1995 diretto da Vadim Abdrašitov.